# Natan Altman
Pour les articles homonymes, voir Altman.
Natan Altman (en russe : Натан Исаевич Альтман) (Natan Izaievitch Altman) 22 décembre 1889 - 12 décembre 1970 est un peintre soviétique de l'avant-garde ukrainienne, cubiste, également sculpteur, illustrateur, décorateur de théâtre, maître du portrait. Représentant de l'art national juif, c'est un artiste émérite de l'URSS (1968).

## Biographie
Natan Altman naît en 1889 à Vinnitsa en Ukraine, dans une famille juive de commerçants. Très jeune, il perd son père. De 1902 à 1907 il étudie à l'institut des Beaux-Arts (section art plastique) d'Odessa en même temps que Vladimir Baranov-Rossiné.

### École artistique juive en Russie et à Paris
Il continue ses études à Paris, à l'académie russe privée de Marie Vassileiff de 1910 à 1911. Durant cette période il est influencé par le modernisme et par le cubisme. À Paris, Altman vit à La Ruche (cité d'artistes) et y rencontre notamment Marc Chagall en 1911. Chagall considère Altman comme son concurrent de l'époque pour le titre de chef du mouvement artistique juif. Altman ne dispose pas de l'ironie et de l'humour de Chagall, mais son attitude face au judaïsme est moins ambiguë. Il se présente comme peintre de l'école artistique juive d'Europe orientale. Comme Chagall, il allie art populaire et cubisme. Il était à ce moment-là un acteur énergique de la fondation de la « Société d'Encouragement de l'art juif ».
Les artistes juifs du début du XXe siècle étaient écartelés entre leur désir croissant de fonder une école artistique juive et celui de rejoindre l'avant-garde qui leur donnerait une renommée mondiale. Altman et Lissitzky vont symboliser la synthèse entre l'avant-garde et la tradition.

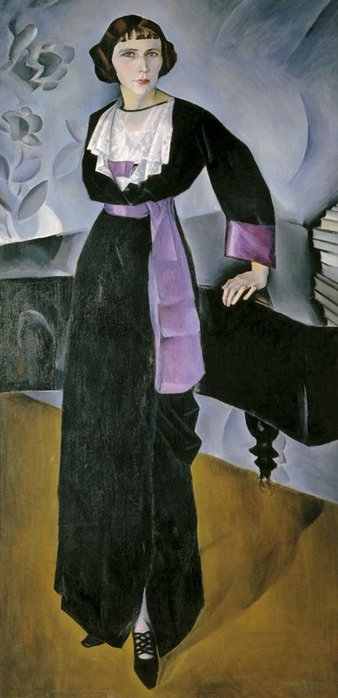
Natan Altman - La Femme au Piano, 1914

À partir de 1912, Natan Altman vit à Saint-Pétersbourg et prend part à la création de la « Société d'émulation des arts ». En 1915, il expose à l'Exposition 0,10 à Saint-Pétersbourg avec des futuristes, des suprématistes : Kasimir Malevitch, Jean Pougny. Avant la révolution de 1917 il expose encore en Russie des œuvres cubo-futuristes (dont le célèbre portrait de la poétesse Anna Akhmatova 1915). Après la révolution de 1917, il prit part à la décoration et mise en scène des fêtes révolutionnaires à Saint-Pétersbourg en 1918 et à Moscou en 1921-1928.

### Festivités de la révolution d'Octobre
Le premier anniversaire de la révolution d'Octobre, en 1918, donna lieu à des manifestations importantes dans tout le pays. C'est à Nathan Altman que revint la responsabilité d'organiser celles de Pétrograd, qui était encore la capitale de la Russie. Il réquisitionna la grand-place en face du palais d'Hiver, décora l'obélisque central d'immenses sculptures abstraites et la base de la colonne d'une construction futuriste dynamique. Les années qui suivirent virent aussi de telles manifestations s'organiser pour chaque anniversaire de la révolution d'Octobre. Des milliers de « bons citoyens » participaient à des reconstitutions historiques. Le département des beaux-arts (acronyme russe : IZO), créé en 1918 était responsable de l'organisation artistique du pays. Natan Altman fut appelé à la tête de la section de Petrograd de l'IZO. Un Collège (Kollegia) dirigeait cet organisme et une de ses premières réalisation, fut la création du bureau des Musées et d'un Fonds d'acquisition. Altman animait la commission d'acquisition avec Robert Falk, Vassily Kandinsky, Pavel Kouznetsov, Alexandre Rodtchenko. En quelques mois, ils firent l'acquisition de six cent cinquante tableaux. Le choix de la commission rejoignait les positions de Kandinsky, lequel considérait que le « comment » de l'œuvre primait sur le sujet. Altman était présenté comme instigateur d'une "nouvelle branche dans l'art sans-objet". Il utilise aussi des techniques de collage de papier et de bois souvent pour présenter une synthèse du tableau de chevalet et de l'affiche politique. Proche des œuvres de Pougny par exemple
quand il réalisa des œuvres confrontant une structure suprématiste et des jeux de grandes lettres d'imprimerie disposées sur toute la surface.
En 1921, Altman obtint l'accord de Lénine pour réaliser son portrait. Le fondateur de la nouvelle Union soviétique était tourmenté par les événements politiques, la révolution et la guerre civile. Il n'était pas disposé à "perdre son temps" avec un artiste. Mais Natan Altman obtint l'autorisation d'observer son "sujet" pendant six semaines d'avril à mai 1920. Il réalisa durant son séjour au Kremlin une vingtaine de portraits au crayon qui présentaient Lénine dans un rôle naturel et quotidien. De ces 20 portraits, 9 furent sélectionnés et publiés en 5 000 copies dont 100 en édition limitée en plus grand format et sur papier spécial.

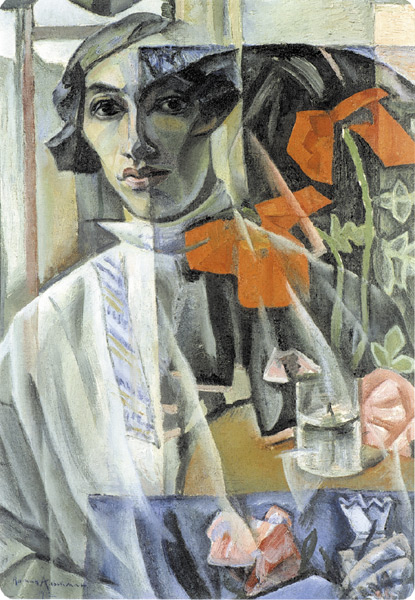
Natan Altman (autoportrait, 1912)

### Illustrateur
En 1923 Altman fit publier un fascicule intitulé Evreiskaia grafica (dessins juifs) à Berlin. Il avait été fasciné par des pierres tombales d'un ancien cimetière juif à Gritev en Volhinie au nord de l'Ukraine. Il n'en recopia pas les motifs qui décoraient les pierres tombales mais s'en inspira pour créer sa propre interprétation de l'art juif funéraire. Il utilisait les lettres de l'alphabet pour créer des images à connotation proche du constructivisme.
Au début des années 1920 les recherches des artistes juifs en matière d'art juif en Russie arrivèrent à maturation. De même que Altman en Ukraine, Lissitsky et Rybak étaient partis explorer les villages le long du Dniepr et de Moguilev avaient ramenés des croquis de peintures murales datant du XVIIIes. À ces éléments "primitivistes" les artistes juifs ajoutèrent les apports de l'art contemporain. Ils créèrent ainsi les conditions
nécessaires pour confirmer l'existence et la légitimité de l'art juif.
Le poète Mikhaïl Kouzmine lui demanda également d'illustrer plusieurs couvertures de ses recueils de poésie durant l'année 1923 : Colombes d'argile, Les Ailes, Filets. Il s'agit à nouveau de «design» constructiviste. Les lettres et les lignes sont assemblées pour former une construction tout à fait abstraite et sans aucun élément figuratif. À partir d'idées simples, par exemple en utilisant les lettres du titre des recueils, Altman crée des effets très suggestifs quant au sujet traité par le livre illustré.
En France, dix ans plus tard, Altman illustra plus tard Les Contes du chat perché de Marcel Aymé en 1934 chez Gallimard.

### Théâtre juif de Moscou
Le théâtre joua toujours un grand rôle important dans l'œuvre de Natan Altman : il réalisa notamment le spectacle « Mystere-Bouffe » de Vladimir Maïakovski (1921, au Cirque de Moscou).
Entre 1920 et 1928, Altman travailla pour les théâtres juifs de Moscou. En avril 1922 au Théâtre juif de l'État à Moscou (en) (ГОСЕТ) (Goset) fut présentée la première de "Ourielia Acosty" (première rédaction en 1919 par Mstislav Doboujinski) dans des décors de Altman qui remplaçait Marc Chagall (ce dernier retourna à Paris en 1922). En 1922 encore, il y eut une première présentée par N. Altman "Le Dibbouk" (en russe : «Гадибук») (sous-titrée "Entre-deux-mondes" ; en yiddish : דער דיבוק אדער צווישן צוויי וועלטן) de Shalom Anski au théâtre "Gabima" (« Габима ») dans une réalisation de Evgueny Vakhtangov.
Les deux spectacles eurent une grande répercussion. Le succès obtenu au Théâtre juif de l'État à Moscou (en)(Goset) par Alexis Granowsky, Solomon Mikhoels, Altman et le compositeur Poulvéra les poussa à réaliser ensemble un film. Le scénario fut écrit par Sholom Aleichem et le titre choisi était: «Le Bonheur juif (film, 1925)». Le titre est dû à Isaac Babel.
En 1925, ce groupe se tourna vers des sujets sur la nature. Natan Altman proposa d'aller s'installer dans son village natal à Vinnitsa dans un de ces endroits comme Yerusalimka (quartier juif de Vinnitsa, qui conservait un aspect ancien et pauvre tel que ceux évoqués par Sholom Aleichem.
Cette même année Altman avec Alexandra Exter, Vadym Meller, Sonia Terk et d'autres artistes d'URSS participèrent à l'"Exposition internationale des Arts décoratifs et industriels modernes" ("Art Déco") à Paris en 1925.
Au printemps 1928, Altman partit avec le Théâtre juif de l'état à Moscou (en)(GОСЕТ) pour une tournée en Europe à la suite de laquelle il se fixa à Paris jusqu'en 1935.

### Vie à Paris
À Paris, sa grande curiosité et ses talents multiples de peintre, illustrateur, sculpteur, décorateur trouvèrent un lieu idéal pour s'exprimer. En 1934 par exemple, Jacques Schiffrin met en place pour le compte des éditions Gallimard des publications à destination des enfants et sollicite Nathan Alman : il illustre Les Contes du chat perché de Marcel Aymé de 62 lithographies. Le livre eut un grand succès. Altman utilisait des aquarelles mêlées à des collages transcrits ensemble sur les pierres lithographiques. Chacune des histoires a une couleur dominante. Aymé était ravi de l'intarissable inventivité de Altman. S'ensuit un travail d'illustration pour L’Éléphant et Le Mauvais Jars, deux titres paraissant en 1935. Altman collabore également avec le Père Castor, illustrant l'album Six Métiers.
De retour en URSS, il s'y trouva confronté à la terreur stalinienne. Il s'éloigna de la peinture sur toile pour s'intéresser au « design » (esquisses de timbres-poste), art graphique pour des livres. Il créa avec d'autres artistes les illustrations du roman Récits de Saint-Pétersbourg de Nicolas Gogol (édition 1937)
Son ami collectionneur Ilya Paleev lui demanda pourquoi il avait pris le risque de revenir en Russie après sa tournée et son séjour à Paris jusqu'en 1935. Natan Altman expliqua qu'au début des années trente, la guerre d'Espagne avait suscité un fol enthousiasme chez les artistes. La défaite des Républicains espagnols fut un rude coup pour ces artistes. Altman faisait confiance au jugement d'un autre ami Ilya Ehrenbourg qui connaissait bien la situation politique et incitait les artistes russes à rentrer en Russie pour déjouer le "complot bourgeois" qui relevait la tête en Europe. Il revint donc en 1936 à Leningrad.

### Retour en URSS
Dès son retour, les autorités soviétiques lui proposèrent d'organiser une grande rétrospective de son œuvre, et en échange, de plaider pour le pouvoir en place, en créant des œuvres de propagande. Altman s'enfuit à cette idée de servir le pouvoir en place de Staline, se fixa chez des amis à la campagne et ne revint que lorsque la situation se modifia en 1942 pendant la Seconde Guerre mondiale. C'étaient les aléas de la vie en URSS à cette époque : ouverture et répression en alternance. Altman était suspect, parce qu'il était juif et gardait en mémoire la culture du passé. Mais il représentait aussi, face à l'Occident, une preuve vivante de la tolérance du pouvoir soviétique, pris entre son désir d'écarter les gêneurs et, en même temps, de montrer un visage rassurant à l'Occident.
En 1935, il se marie avec Irina Valentinovna Tchégoléva, fille de Valentin Ternavtsev.
Altman réalise encore Hamlet de Shakespeare en 1954 au Théâtre Alexandra.
Natan Altamn meurt à Leningrad, le 12 décembre 1970 et est inhumé au Cimetière de Komarovo, (village de Komarovo près de Saint-Pétersbourg).